# Невідомщений (Цілком таємно)
Невідомщений (Unrequited) — шістнадцята серія четвертого сезону американського науково-фантастичного телевізійного серіалу «Цілком таємно». Прем'єра в мережі «Фокс» відбулася 23 лютого 1997 року.
Епізод відноситься до «монстрів тижня» — окремий сюжет, який не пов'язаний із міфологією серіалу.
Малдер і Скаллі намагаються зупинити, здавалося б, невидимого вбивцю. Агенти незабаром дізнаються, що вони приречені на невдачу з самого початку — уряд США намагається приховати існування американських військовополонених, які й надалі утримуються у В'єтнамі.
Серія за шкалою Нільсена отримала рейтинг домогосподарств 10,3, його переглянули 16,56 мільйона людей у своєму початковому ефірі.

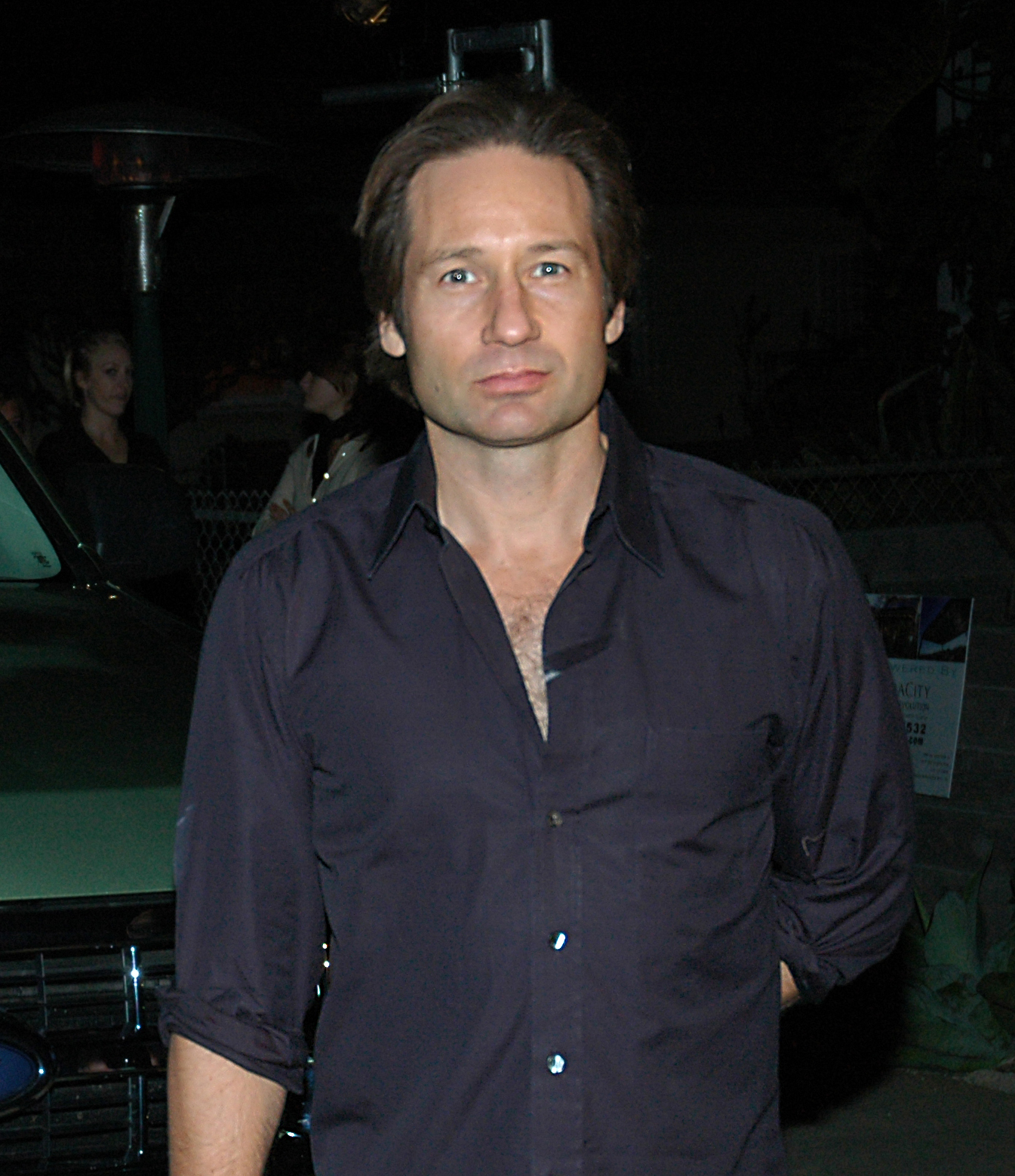

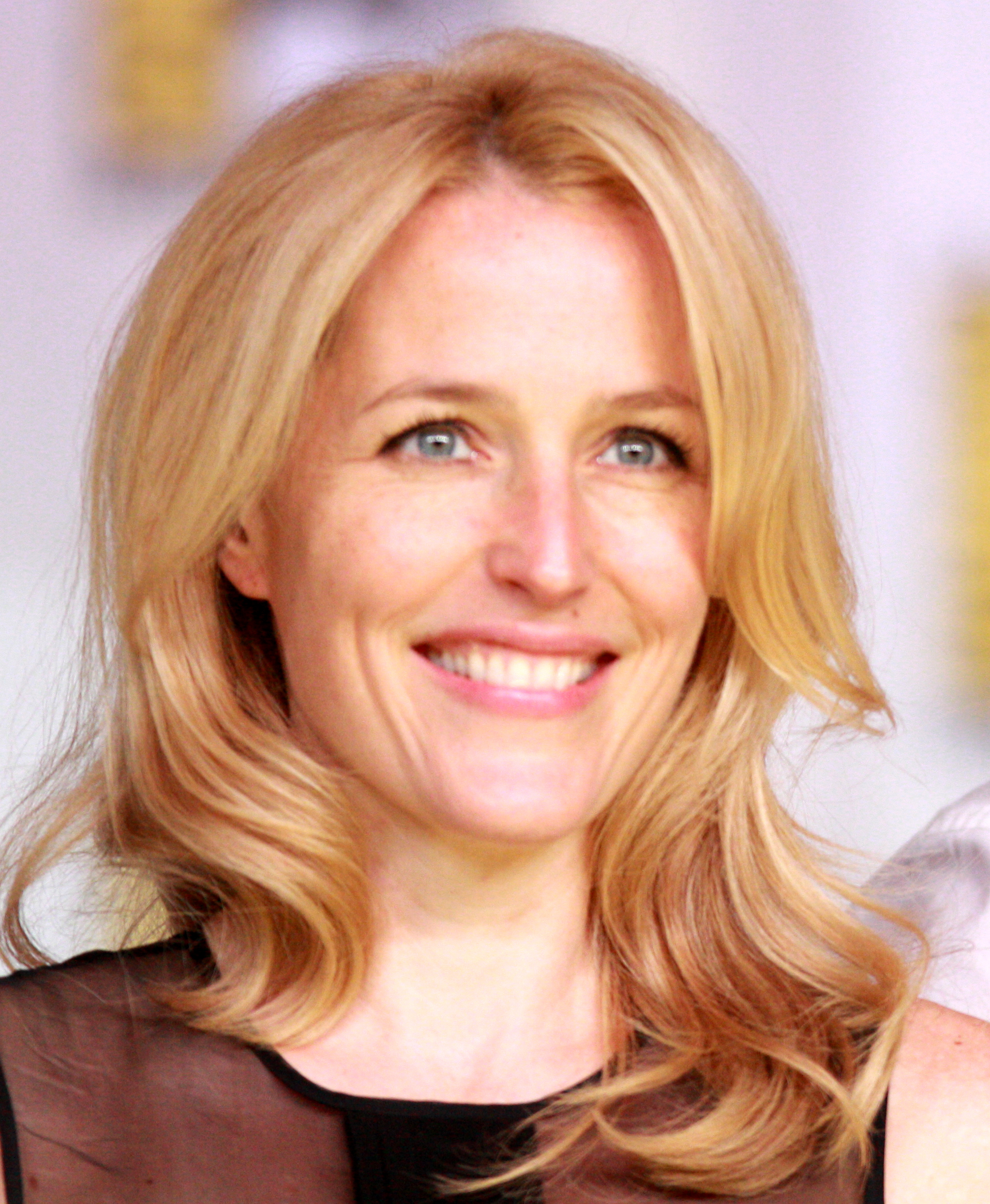

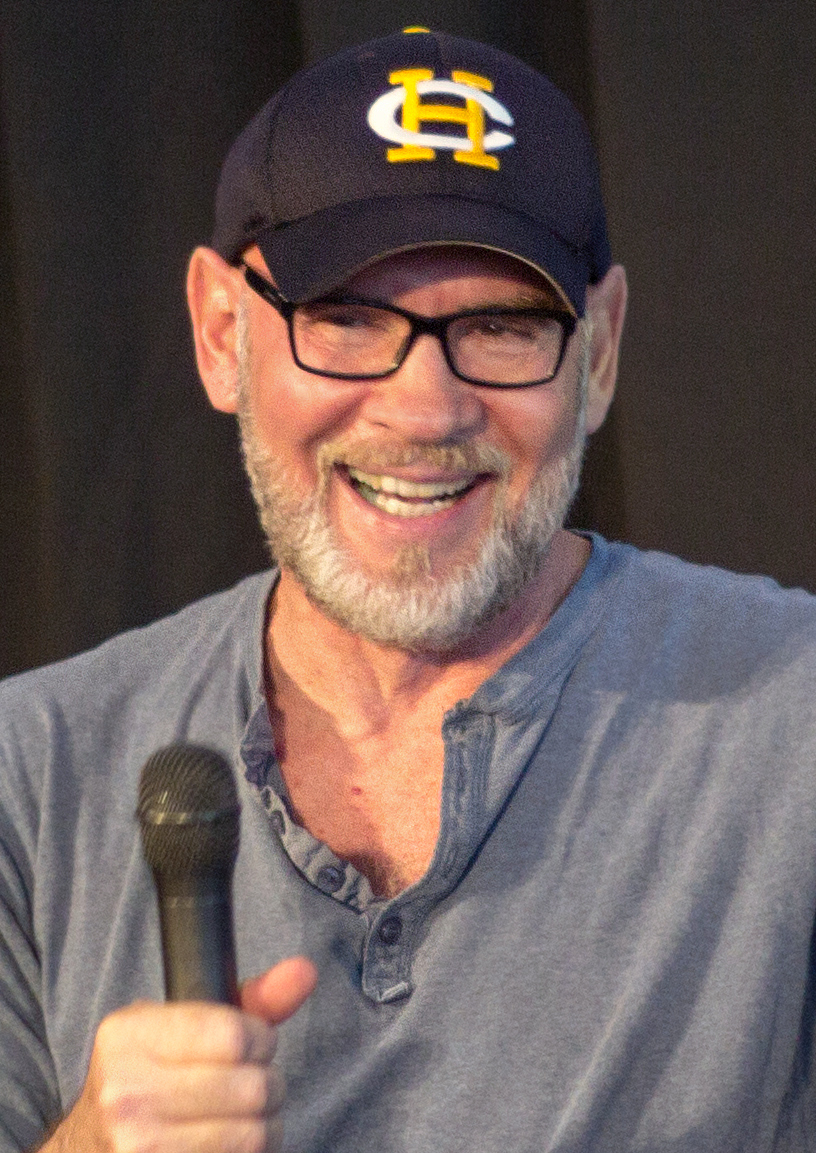

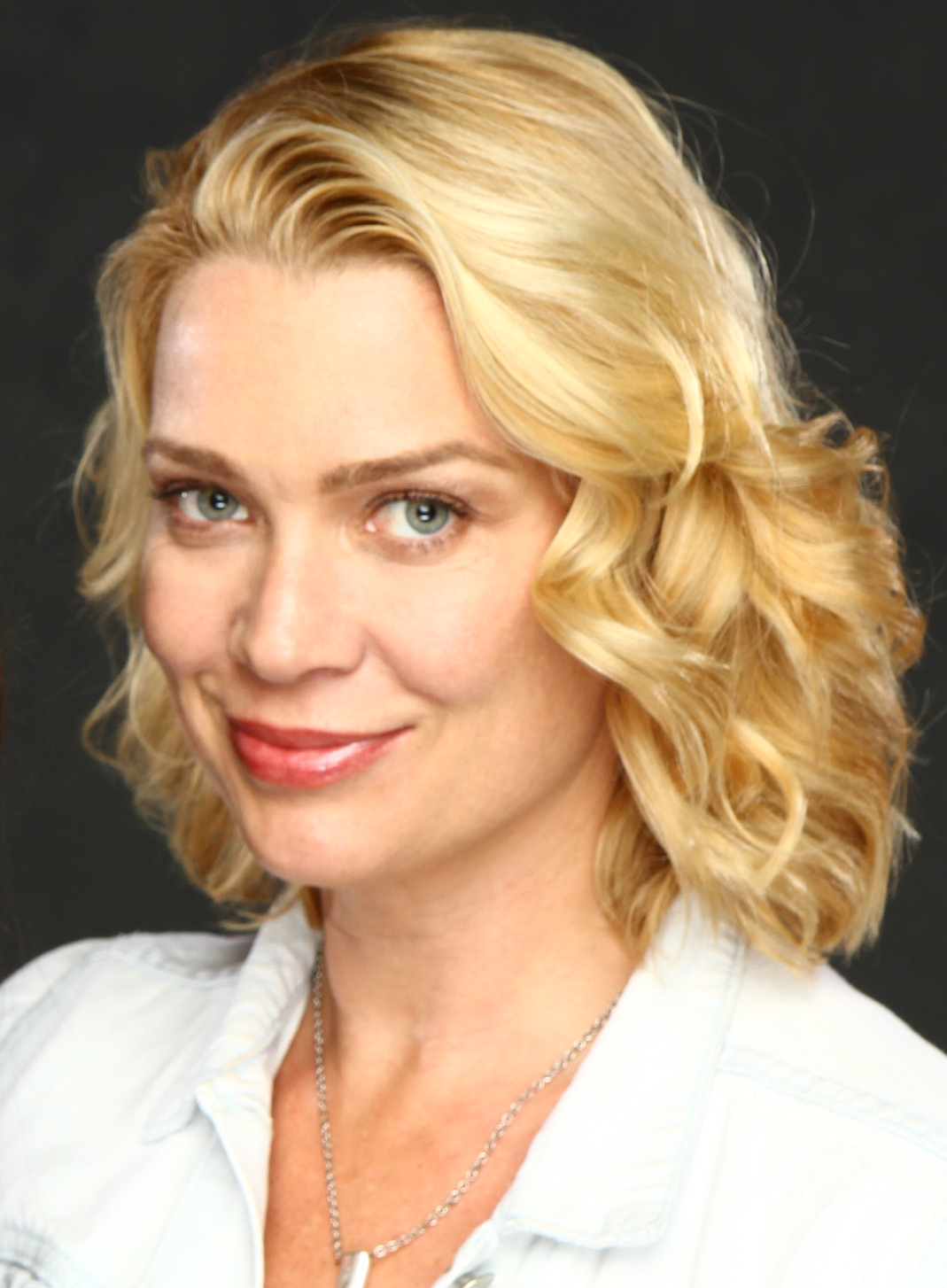

## Зміст
Істина за межами досяжного
In medias res. В Національній алеї генерал-майор Бенджамін Блог виступає з промовою перед зібранням ветеранів війни у В'єтнамі. Тим часом Малдер, Дейна Скаллі та Волтер Скіннер патрулюють присутніх, шукаючи потенційного бойовика. Агенти бачать стрільця, однак постійно втрачають його з поля зору. Малдер бачить стрільця, що йде просто на нього та вихоплює табельну зброю. Скіннер прикриває генерала; стрілець ніби розчиняється в повітрі перед Фоксом.
За дванадцять годин до того, у Форт-Еванстоні (Меріленд), генерал-лейтенант Пітер Макдугал убитий пострілом в лоб під час руху у своєму лімузині. Скіннер інформує агентів про вбивство, зазначивши: на місці убивства знайдена гральна карта (чирвовий король) з черепом та закривавленими шаблями на «сорочці». Такий спосіб солдати у В'єтнамі використовували для позначення їхніх діянь, карту залишали на місці події. Підозра падає на водія лімузина молодшого офіцера Беркхолдера. ФБР дізнається що Беркхолдер був підписаний на імейл-розсилання ультраправої воєнізованої групи «Права рука», котру пов'язують з убивством Макдугала.
Малдер зі Скаллі арештовують очільника «Правої руки», Денні Маркема в штаб-квартирі організації — Маркема переконує співробітничати тільки озброєний спецзагін. Під час обшуку знаходять фотографію Маркема з сержантом Натаніелем Тігером. Маркем оповідає — Тігер воював у В'єтнамі в складі спецпідрозділу «Криваві шаблі», у якому використовувалися гральні карти на кшталт знайденої в лімузині Макдугала; їх використовували для позначення здійснених ними убивств. Підрозділ виконував таємні завдання уряду США, однак з часом багато вояків потрапили до полону — серед них і Тігер. Командування полишило його в полоні на вірну загибель, «Права рука» зуміла Тігера визволити. Тим часом Тігер знаходиться біля будови Меморіалу ветеранів війни у В'єтнамі в Вашингтоні і зустрічає вдову побратима Девенпорта Рене Девенпорт. Він повідомляє жінці — насправді її чоловік живий та перебуває у полоні. Після того, як Тігер дає ідентифікаційний жетон військовослужбовця її чоловіка, він загадково зникає. На стелі видно як Тігер відходить.
Скіннер повідомляє агентам, що Тігер офіційно загинув, і його останки знаходяться в армійській лабораторії криміналістики. Однак Малдер дізнається, що в лабораторії є лише кілька зубів Тігера, причому вирваних щипцями і причина його смерті була зафіксована як «непереконлива». У вдови Тігера під час розмови з агентами стається крововилив ока. Малдер вважає, що його наступною ціллю є генерал Джон Стефен, який підписав свідоцтво про смерть Тігера. Малдер встигає попередити Стефена про небезпеку, але Тігер проходить непоміченим крізь службу безпеки в Пентагоні та вбиває генерала у його кабінеті і лишає карту бубнового короля. Перед цим він встигає подзвонити Малдеру. Скаллі обстежує місіс Девенпорт у лікарні і робить припушення — Тігер володіє здатністю створювати скотому і так «зникає» із поля зору. Це пояснювало б чому його не було видно на камерах спостереження Пентагону. Малдер відзначає часті незрозумілі появи та зникнення військ В'єтконга, про які повідомляли військовополонені у В'єтнамі.
Під час зустрічі з Марітою Коваррубіас Малдер дізнається, що Стефен, Макдугал та Блог були залучені до переговорів щодо військовополонених. Фокс приходить до висновку — генерали умисне приховували наявність багатьох військовополонених, і тепер уряд їх ліквідовує з допомогою Тігера знаючи, що його все одно не зупинити.
Тим часом парад військового оркестру і кортеж Блога рухаються до Національної алеї. Скаллі бачить Тігера в натовпі, але він миттєво зникає. Малдер розповідає Скіннеру і Скаллі, що уряд домігся того, щоб їх розслідування не вдалося, намагаючись прикрити правду про зречення американських військовополонених, які все ще утримуються у В'єтнамі.
Біля Національної алеї у натовпі Тігера впізнає колишній співробітник Ліо Дензінгер. Тігер передає йому список солдатів, які й надалі утримуються в полоні, і знову зникає. Блог перед мікрофоном знаходить хрестового туза, але вирішує продовжити виступ. Побачивши Тігера поруч зі сценою, з якої виступає генерал, агенти відводять Блога. Малдер здогадується — Тігер вже чекає на генерала в його автівці — Фокс розуміє, що ніхто не може побачити убивцю, якщо він перебуває у його осі зору. Після короткої перестрілки Скіннер зазнає наскрізного поранення, а Тігер поранений смертельно. Помираючи Тігер кілька разів повторює свою фамілію, звання та номер підрозділу — сержант Натаніел Джей Тігер, загін зелених беретів «Бі-11», особовий номер 82278, дата народження 7 травня 1952.
Через якийсь час Малдер і Скіннер зустрічаються біля Меморіалу. Скіннер повідомляє Малдеру — справа про обидва убивства передана під юрисдикцію Пентагону. Офіційне слідство встановило — убивцею був не Тігер, а психічно неврівноважений ветеран Томас Лінч, чию особу підтвердив Денні Маркхем. Фокс заявляє — це брехня, та полишає Скіннера розмірковувати над власною участю у В'єтнамській війні, дивлячись на ім'я Натаніеля Тігера на меморіальній стіні.

## Створення
Під час створення четвертого сезону Говард Гордон був призначений лише до однієї частини — дев'ятнадцятої серії «Синхронності». Однак, дізнавшись чутки про американських агентів ЦРУ, залишених під час війни у В'єтнамі, він почав розробляти те, що стане сюжетом для «Невідомщеного». За день до різдвяної перерви 1996 року Говард звернувся до творця серіалу Кріса Картера та виконавчого продюсера Френка Спотніца і розповів їм про свою нову ідею епізоду. Проекту було надано «зелене світло», але Говард боровся з розривами історії, вимагаючи від Картера активно допомагати йому.
Гордон довго цікавився написанням антагоніста, який міг би стати невидимим, але він працював над пошуком наукового механізму для пояснення цього сюжетного моменту. Врешті-решт Гордон обговорив сюжет зі своїм братом- офтальмологом, який розповів про «сліпі плями» в людському оці. Гордон зазначив: «Ці історії походять від наукових досліджень … Тому я сказав: що робити, якщо хтось насправді може створити поле зору там, де такого немає?» Гордон вирішив зробити антагоніста ветераном війни у В'єтнамі, оскільки «вони старіють, і подібно до того, хто пережив Голокост [в]» «Каддіші», починають вмирати". Ця сюжетна лінія також дозволила Гордону надати ветерану В'єтнаму Волтеру Скіннеру більшу роль — шанс, що Гордону сподобався.
Епізод містив репліку меморіалу ветеранів В'єтнаму, з яких лише частина була справжньою. Через юридичні обмеження репліка містила несправжні імена, обрані сестрою художнього помічника Крістіни Лін; стела також містила назви акторів та знімальних груп «The X-Files», а також відомого письменника Гарлана Еллісона та моделі Джессіки Ган. Для денних сцен павільйон та супутня трибуна були споруджені в парку у Ванкувері. Нічні сцени знімалися на великому складі в пристані Баллантайн.. Масовка, яка використовувалася для зйомки сцени в меморіалі, налічувала 500 осіб, які були «репліковані» в постпродукції..
Оскільки парк є загальнодоступним та керується міським правлінням Ванкувера, міська поліція не могла заборонити загальний доступ. Це спричинило неприємність, коли папараці намагалися сфотографувати Джилліан. Тому багато працівників зйомок сформували «людську блокаду», відгороджуючи фотографів.

## Сприйняття
Прем'єра відбулася в мережі Фокс 23 лютого 1997 року. Цей епізод отримав рейтинг Нільсена 10,9, з часткою 16, приблизно 10,9 % всіх телеглядачів з 16 % домогосподарств переглядали епізод. Серію в першому ефірі побачили 16,56 мільйонів глядачів. Епізод уперше вийшов у Великій Британії 7 січня 1998 року на «BBC One».
Оглядачка The A.V. Club відзначила епізод на «B -». Незалежна рецензентка Сара Штегалл оцінила епізод в 2 з 5.
Роберт Шірман та Ларс Пірсон у книзі «Хочемо вірити: Критичний посібник із Цілком таємно, Мілленіуму та Одиноких стрільців» оцінили епізод двома зірками із п'яти. Вони відзначали, що довгий тизер відтворюється в епізоді «без нового драматичного ефекту» і поява Коваррубіас не пропонує нової інформації. Паула Вітаріс з Cinefantastique оцінила серію однією зірку з чотирьох.

## Знімались
| Актор             | Роль                   |
| ----------------- | ---------------------- |
| Девід Духовни     | Фокс Малдер            |
| Джилліан Андерсон | Дейна Скаллі           |
| Мітч Піледжі      | Волтер Скіннер         |
| Лорі Голден       | Маріта Коваррубіас     |
| Скотт Хайлендс    | генерал Бенджамін Блог |